# ジュール・バスティアン＝ルパージュ
ジュール・バスティアン＝ルパージュ（Jules Bastien-Lepage、1848年11月1日 - 1884年12月10日）はフランスの画家である。

## 略歴
ムーズ県のヴェルダンに近い、ダンヴィエ（Damvillers）の農家に生まれた。学校の美術教師に認められて、1867年にパリに出て、国立高等美術学校（エコール・デ・ボザール）を受験するが不合格となり、予備学生クラスでアレクサンドル・カバネルに学び、1868年10月から国立高等美術学校に合格し、絵画を学んだ。
1870年に普仏戦争に従軍し、負傷を負って、しばらく故郷で過ごした。1873年と1875年に有望な学生に贈られるローマ賞に応募するが、1875年も2位に止まった。1870年代の後半になって、農村に入り農村の暮らしを描くようになり、高い評価を得るよいうになった。1879年になってイギリスを始めて旅するが、すでにガンで体調を崩していた。1883年にベルギーからレオポルド勲章を受勲した。36歳で没した。故郷のダンヴィエには、オーギュスト・ロダンが製作した記念碑が作られ、パリの通りの名称にジュール・バスティアン＝ルパージュの名前が付けられた。

## 作品

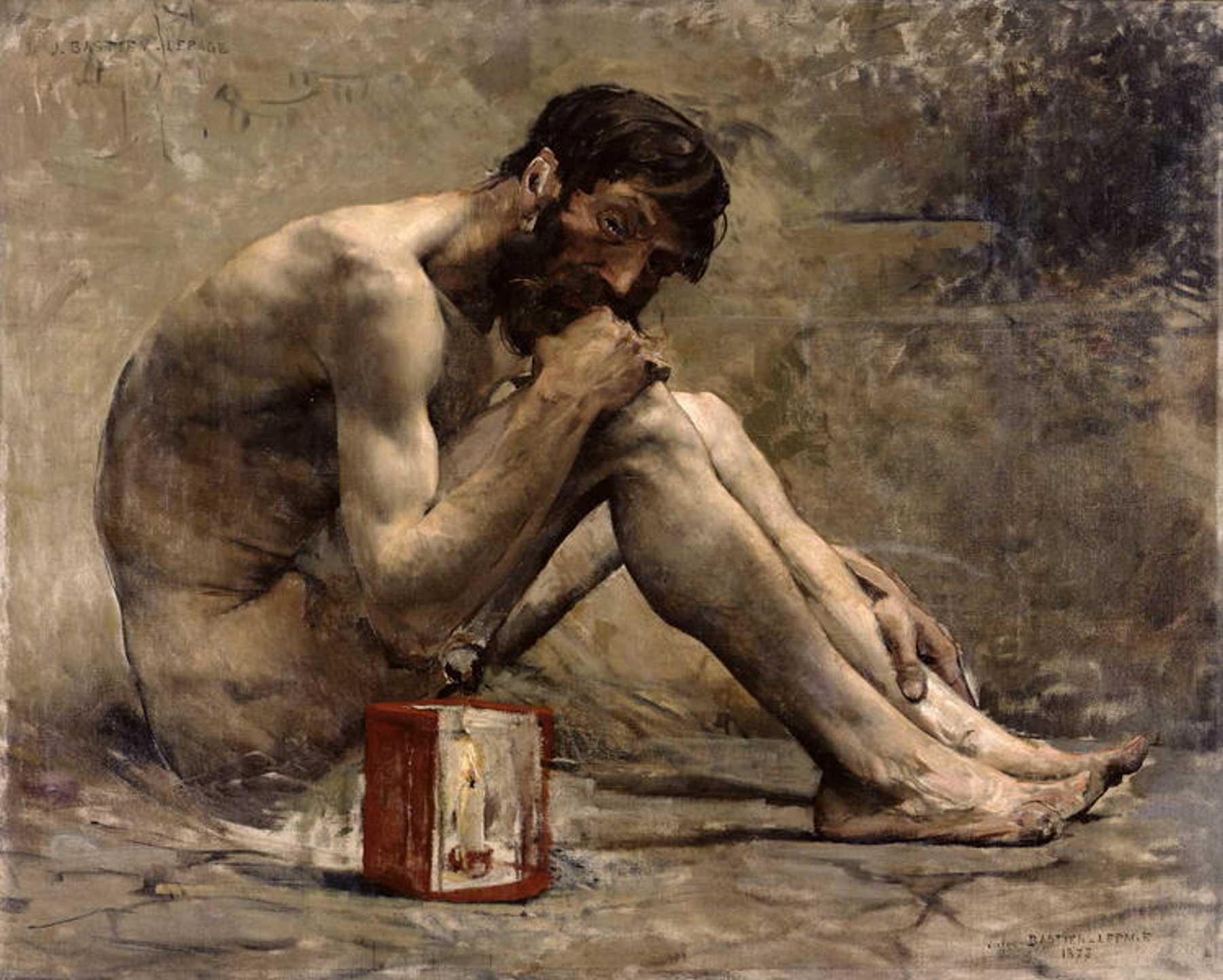
「ディオゲネス 」(1873)
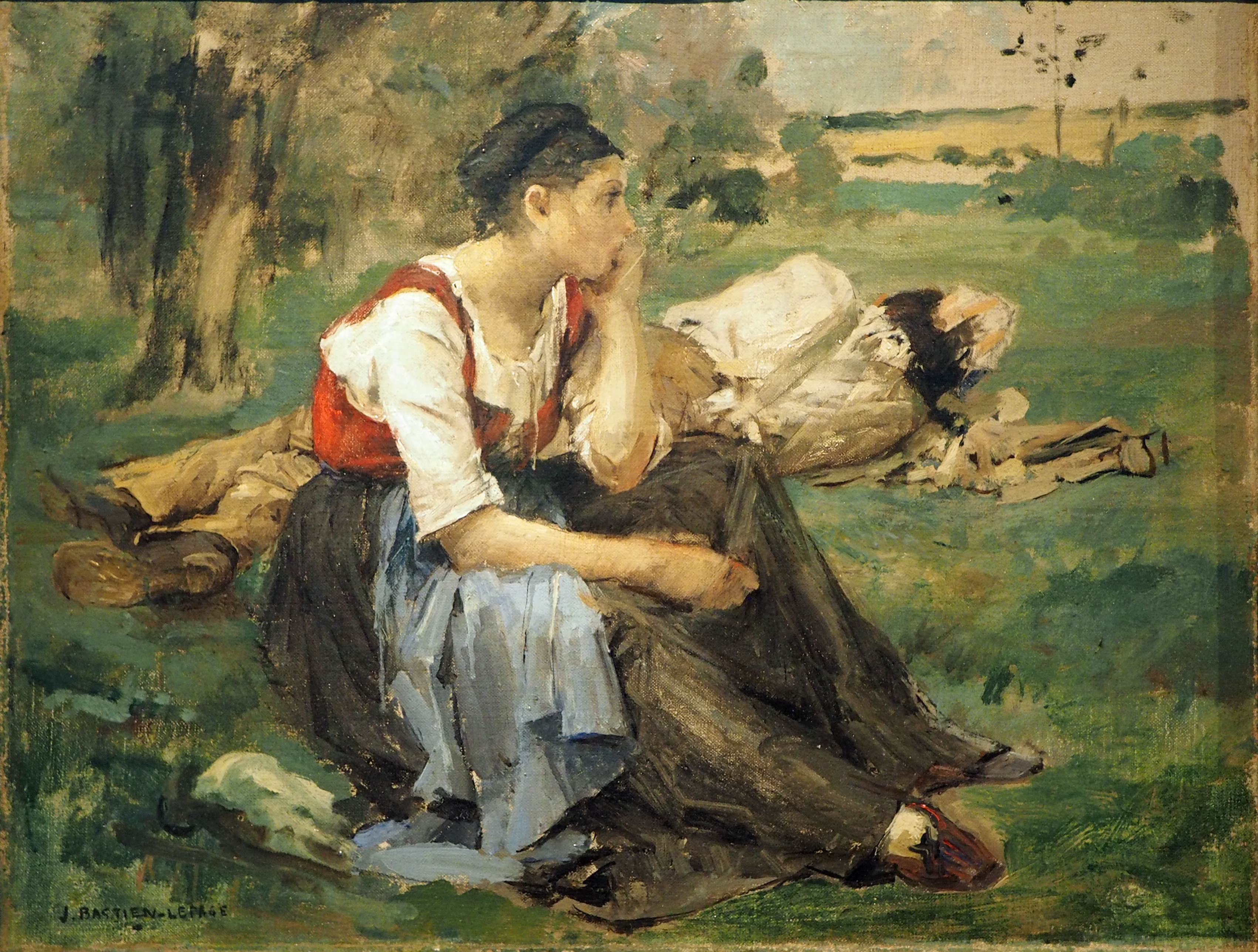
「休憩する農民」(1877)
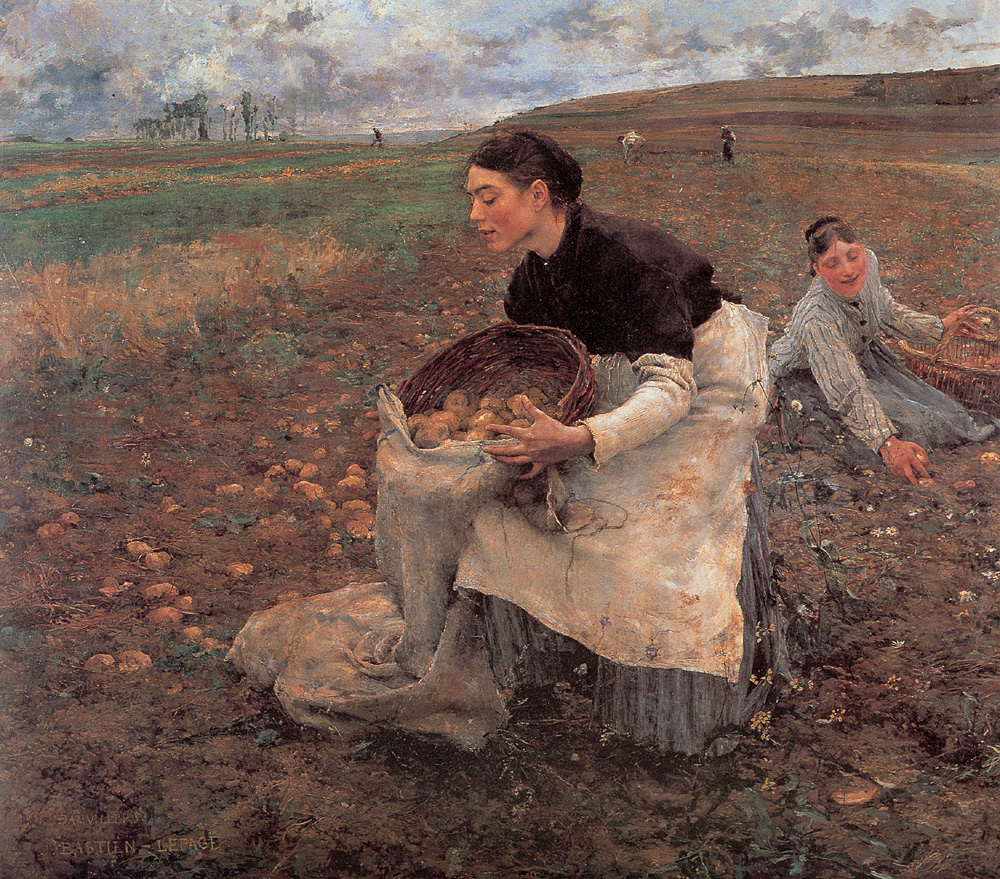
「ジャガイモの収穫」(1877)
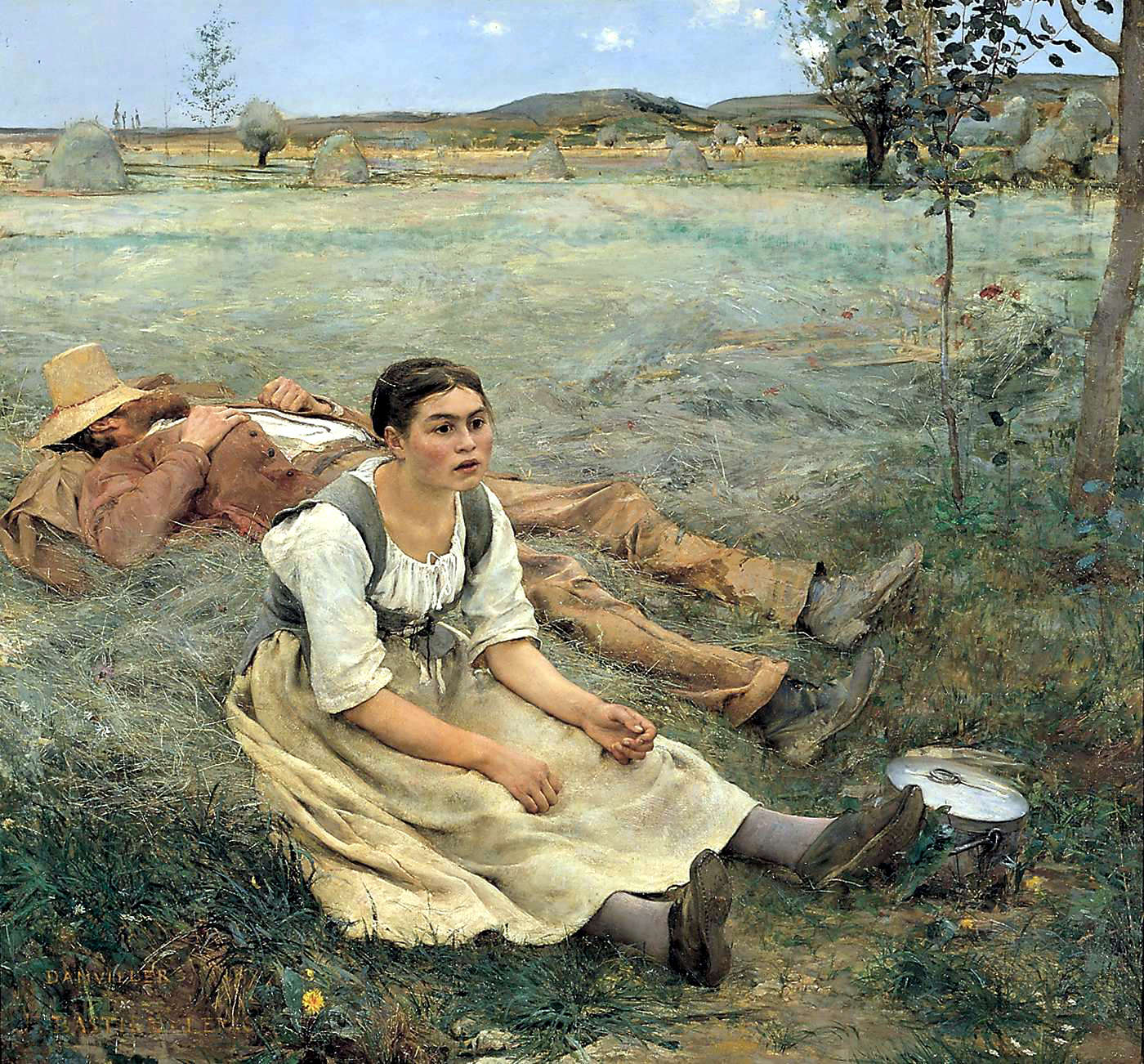
「干し草」(1877)
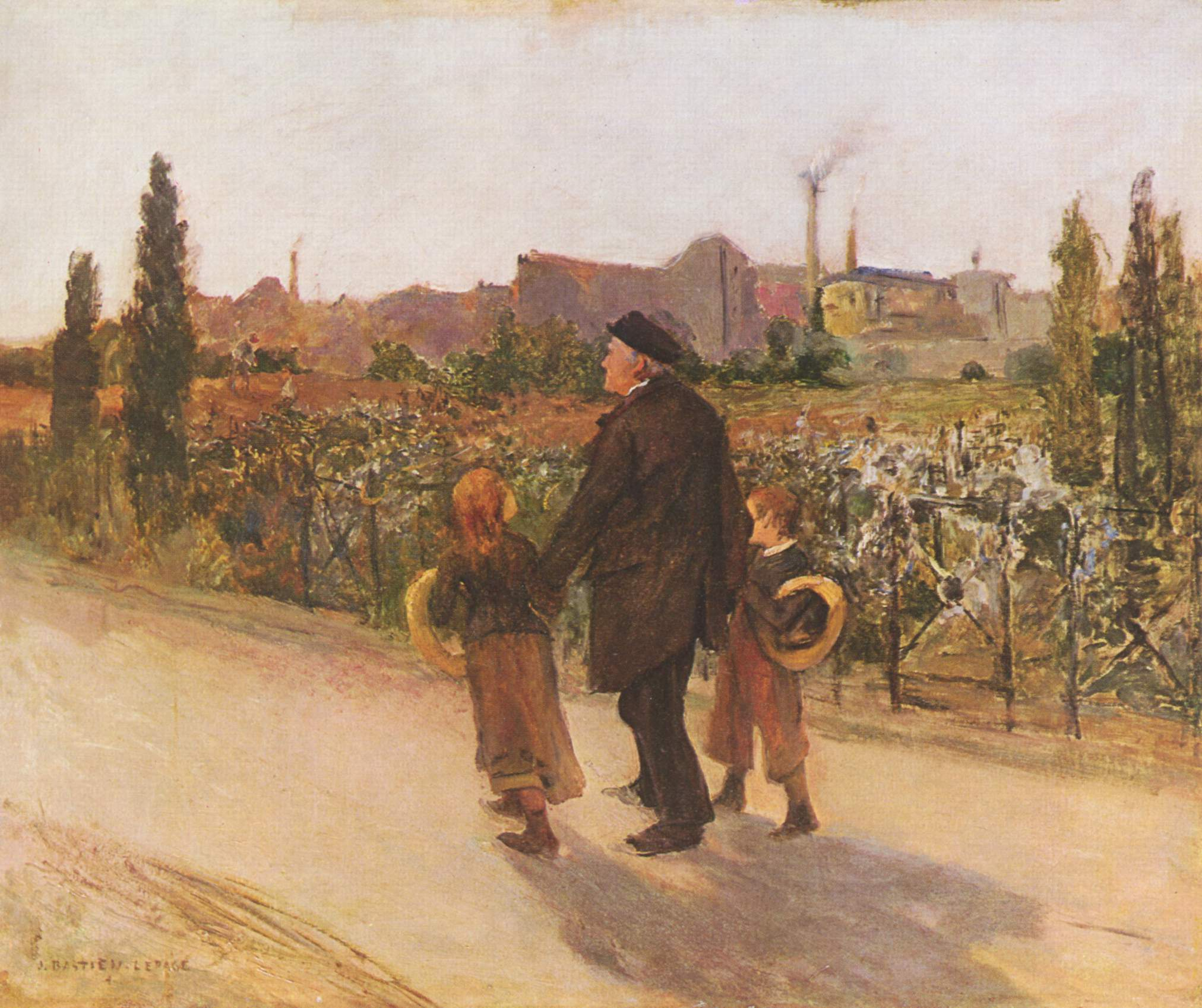
Le jour des morts （1882)
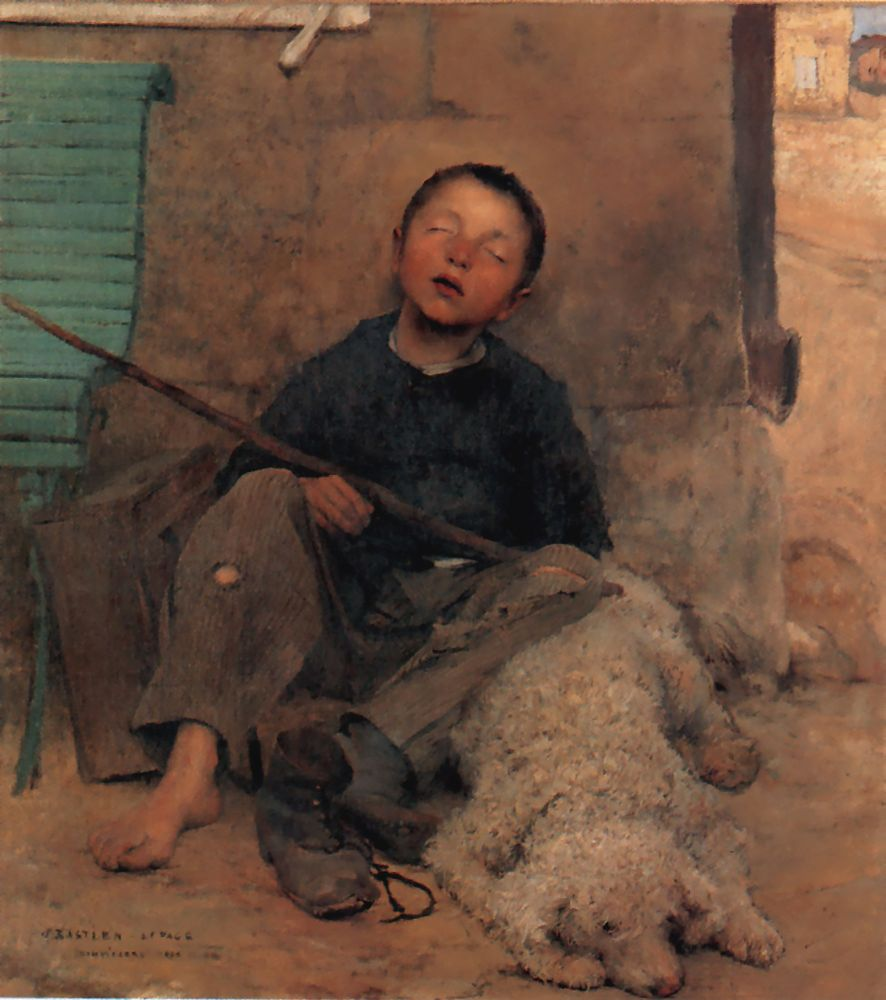
「めくらの乞食」（1882)
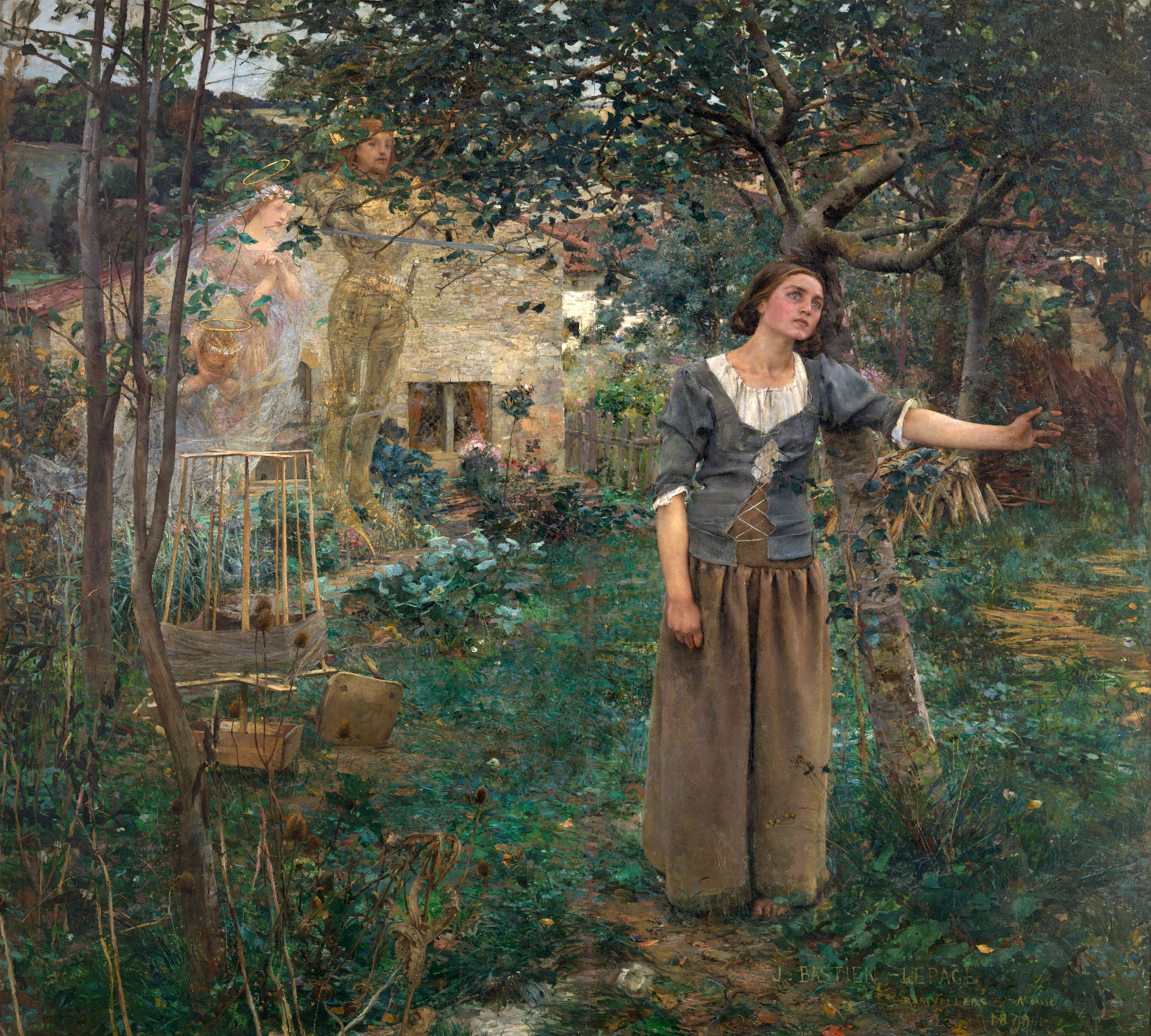
「ジャンヌ・ダルク」（1882)

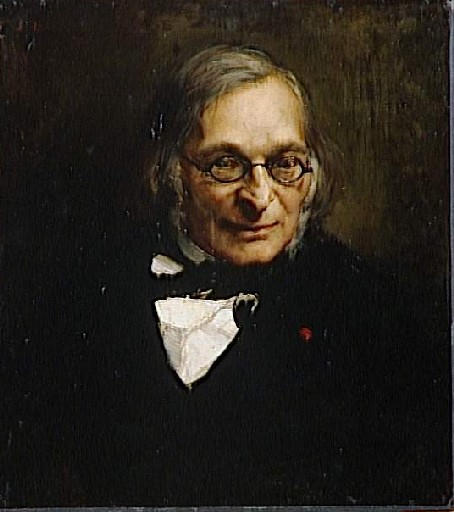
アドルフ・フランク（哲学者）(1878)
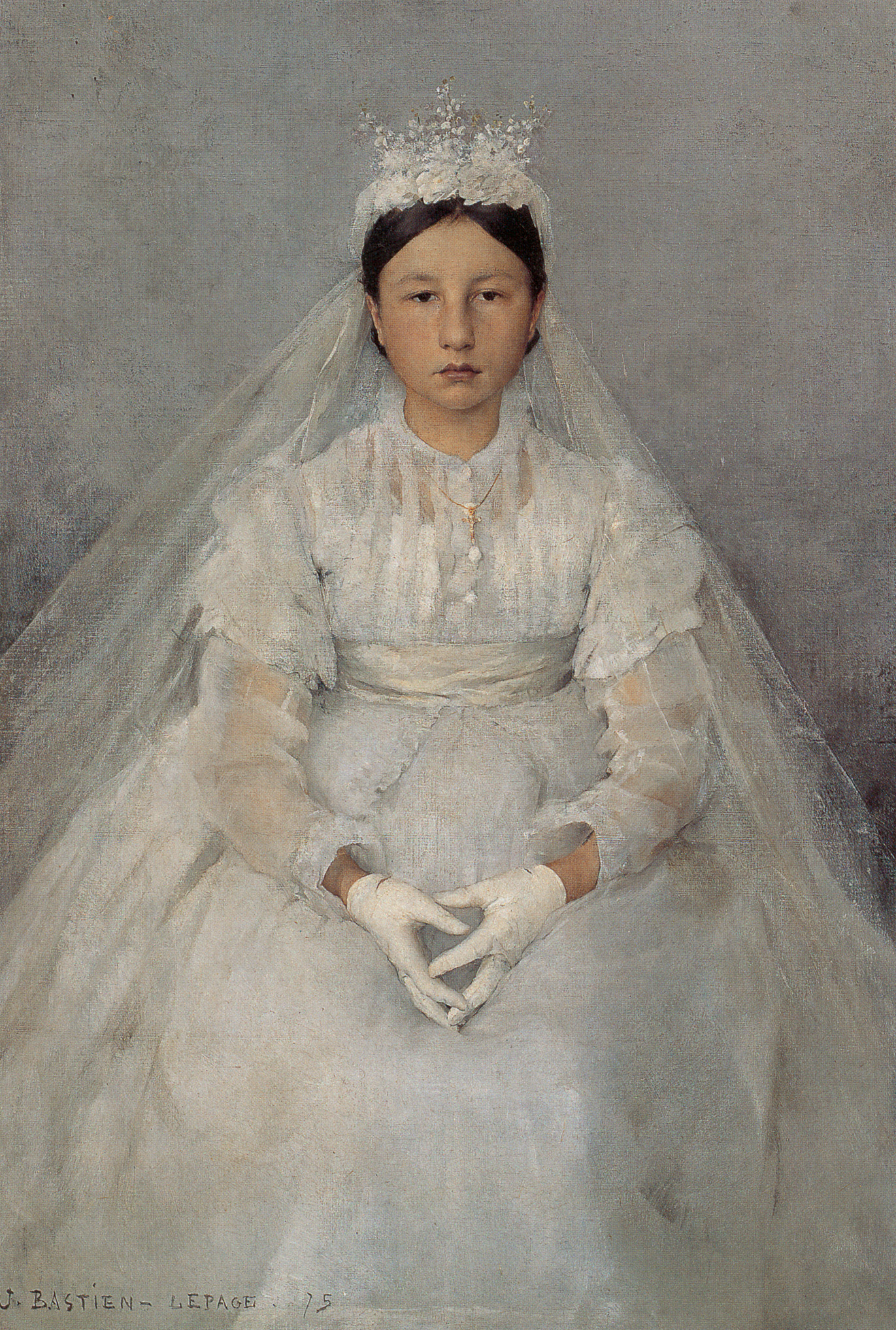
La Communiante (1875)
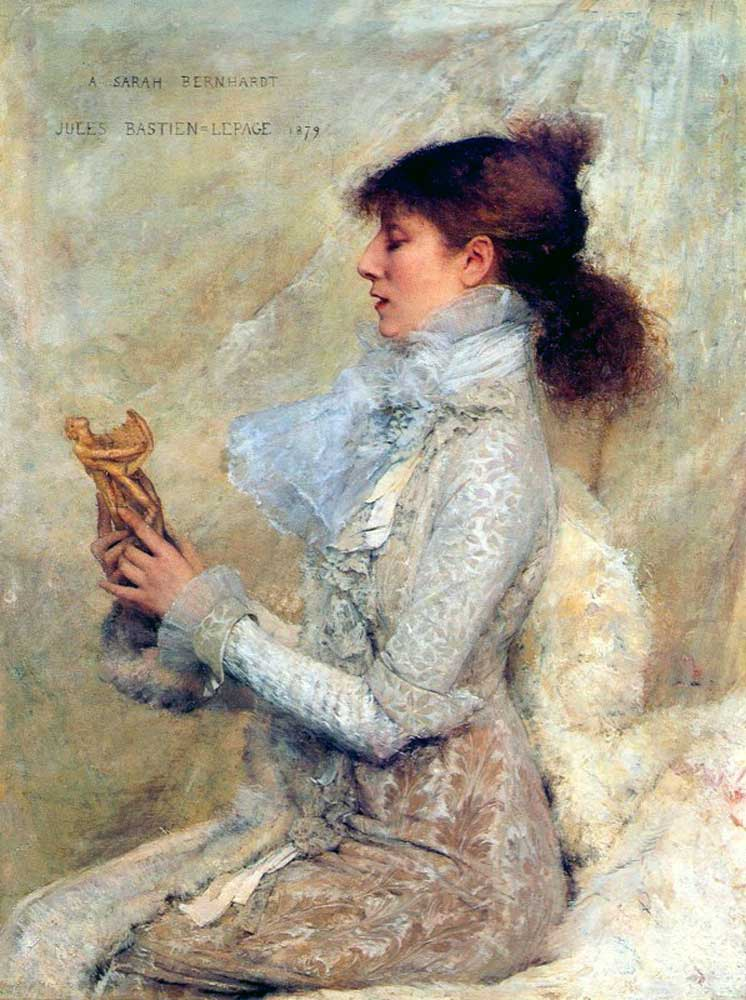
サラ・ベルナール(女優）(1879)
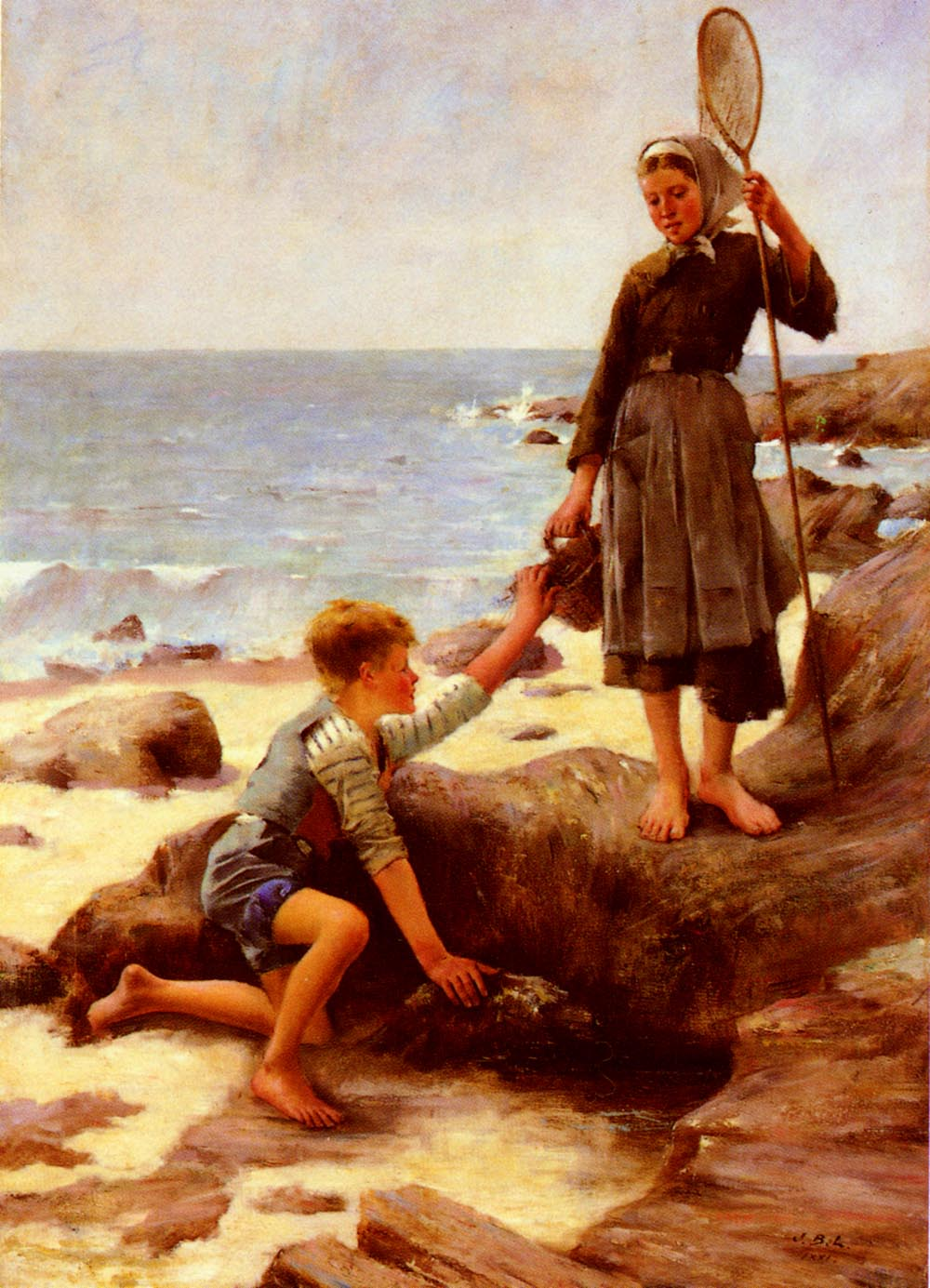
「漁師の子供たち」(1881)